# 문산초등학교 (광주)
문산초등학교는 광주광역시 북구 문흥동에 있는 공립 초등학교이다.

## 학교 연혁
- 1994.03.30 설립인가
- 1995.09.01 문산국민학교 개교(초대 이정옥 교장, 32학급)
- 1996.03.01 문산초등학교로 교명 변경
- 1996.03.11 병설유치원 개원
- 2010.04.14 양궁부 창단
- 2023.03.01 12대 정성균 교장 부임
- 2024.01.08 제28회 졸업(114명, 누계 : 6,249명)
- 2024.03.01 28학급(특수 1학급) 편성

## 학교 상징
- 교화 - 철쭉 : 우아한 자태와 끈기
- 교목 - 향나무 : 푸른 기상과 높은 의지
- 교색 - 녹색 : 희망찬 미래와 푸른 꿈

## 참고 자료
- 문산초등학교 - 한국교육학술정보원 학교알리미